# ستر انگلیسی
ستر انگلیسی (به انگلیسی: English Setter)، نام یکی از نژادهای سگ است که خاستگاه آن به انگلستان بازمی‌گردد.

## نگارخانه

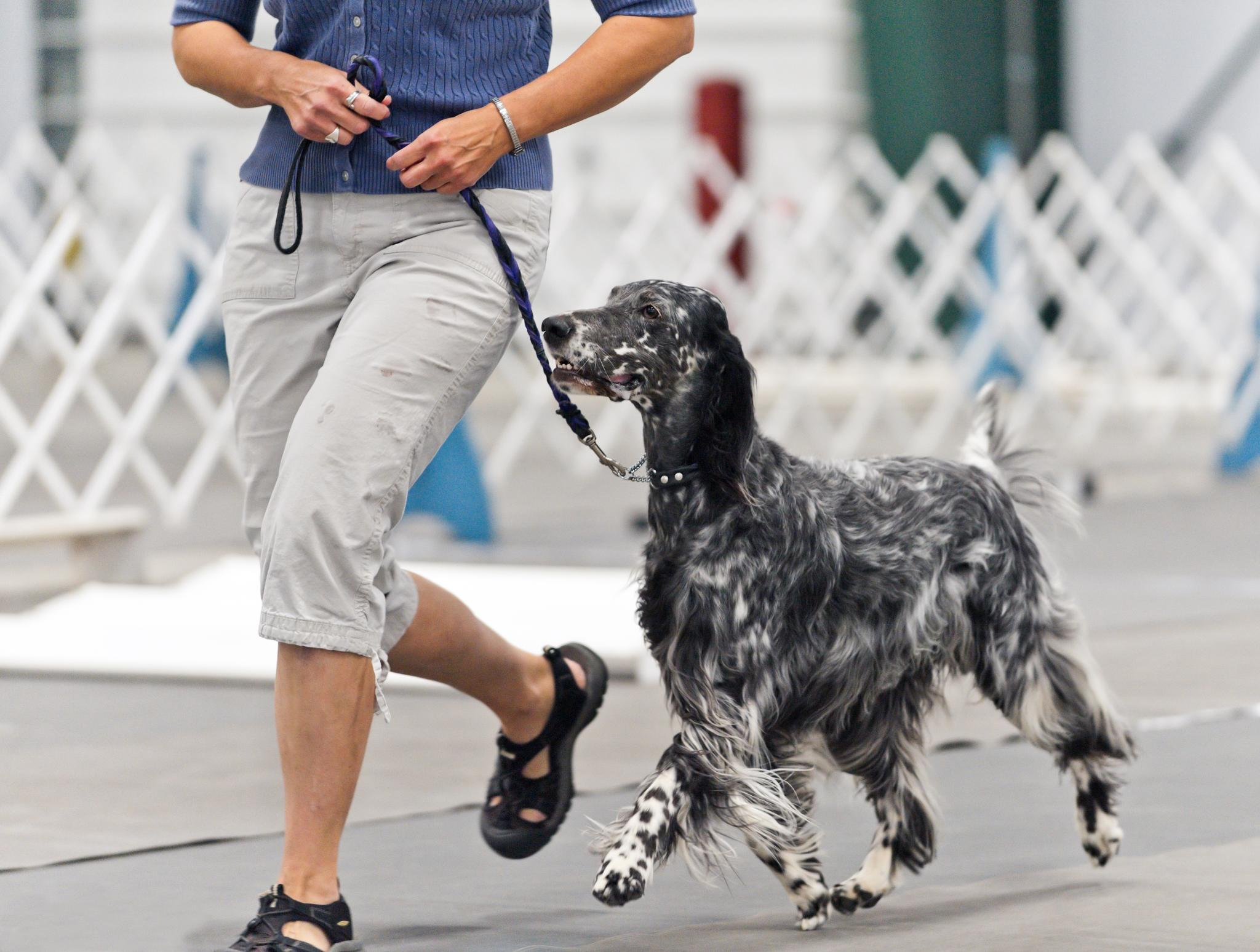
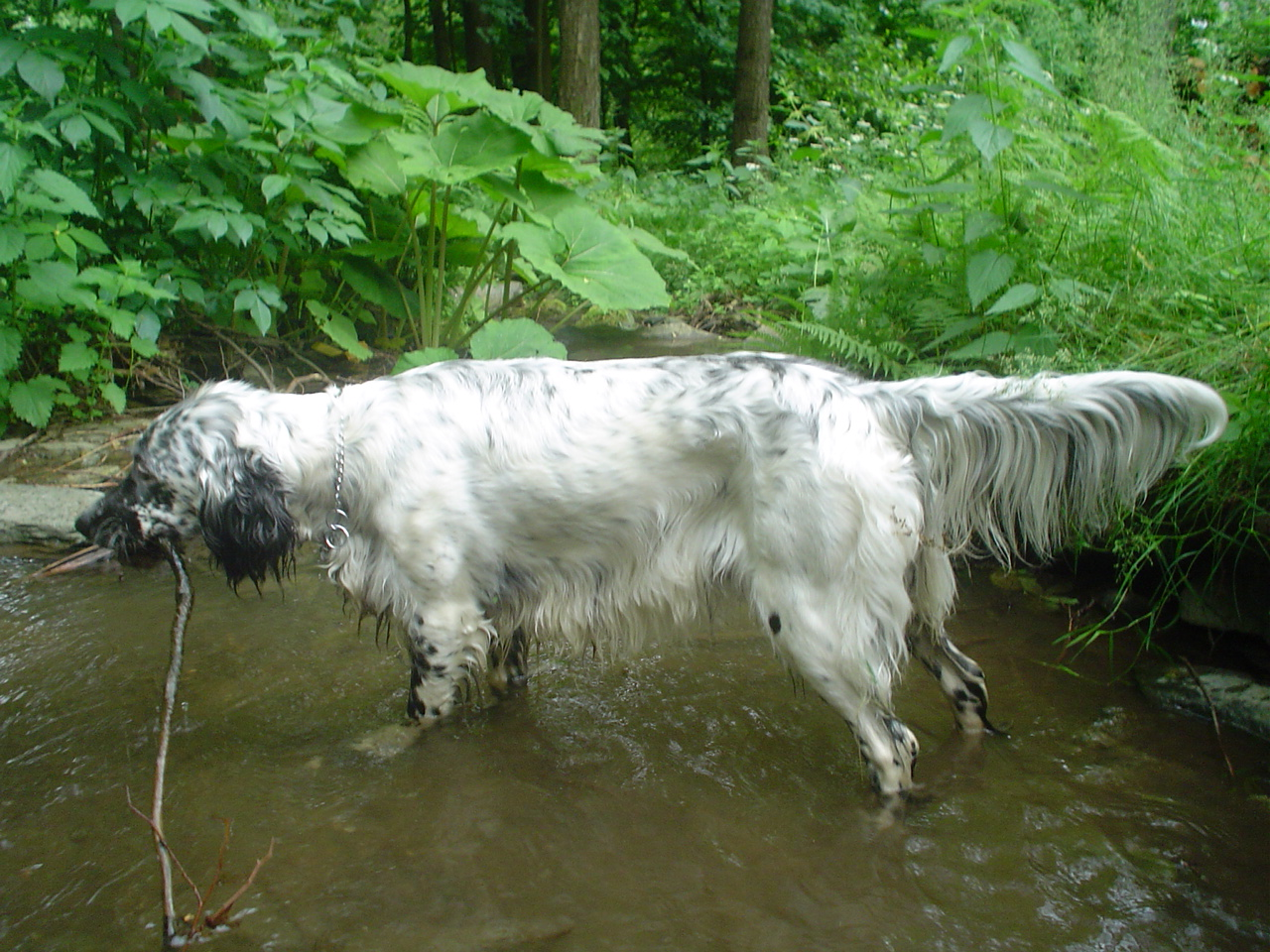
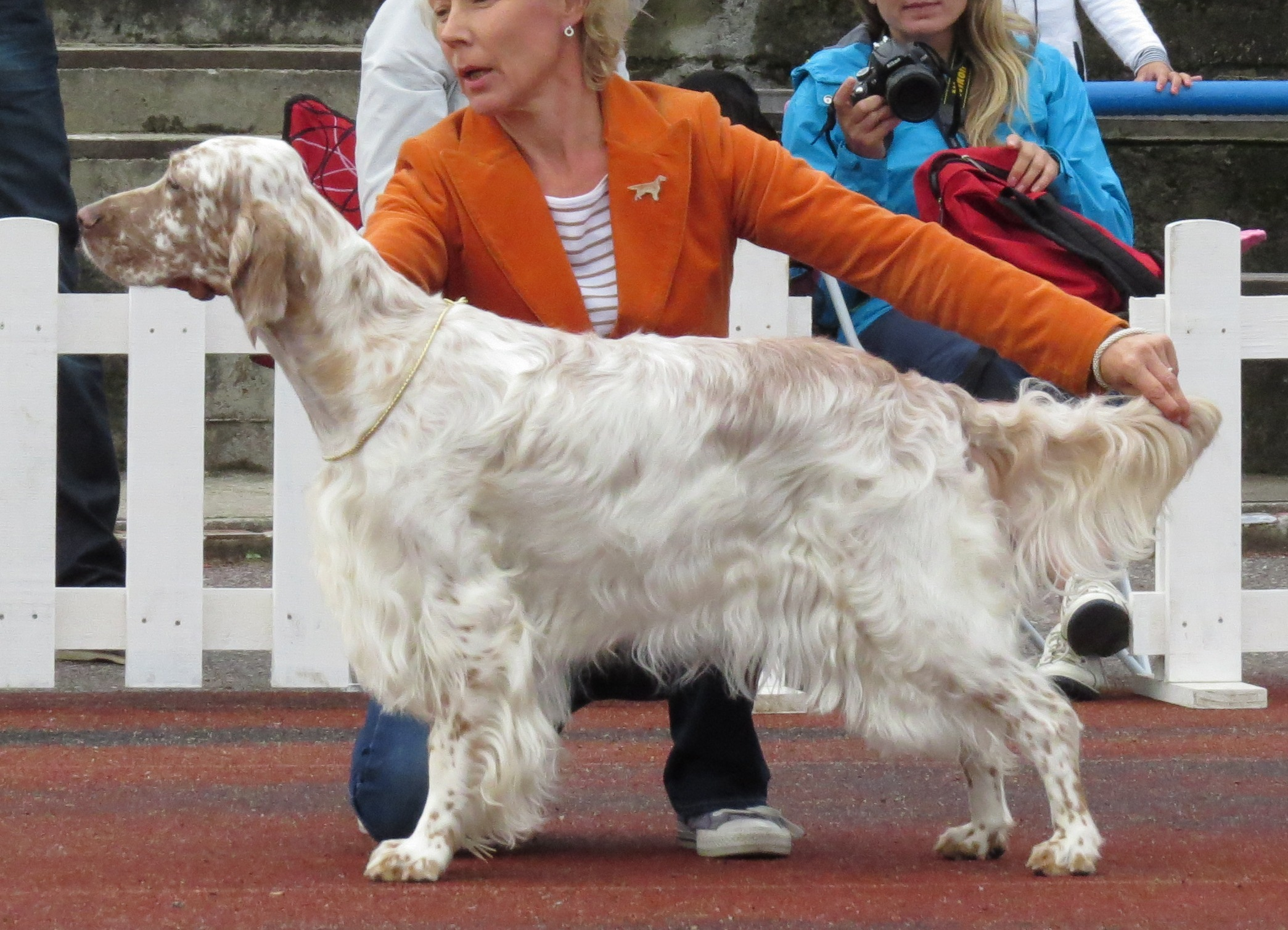